# Піт Браун (музикант)
Піт Бра́ун (англ. Pete Brown), повне ім'я Джеймс О́стенд Бра́ун (англ. James Ostend Brown; 9 листопада 1906, Балтимор, Меріленд — 20 вересня 1963, Нью-Йорк) — американський джазовий саксофоніст (альт і тенор).

## Біографія
Народився 9 листопада 1906 року в Балтиморі, Меріленд. Спочатку вчився грати на фортепіано, потім на скрипці, у віці 18 років перемкнувся на саксофон. Працював у Балтиморі, потім переїхав у Нью-Йорк, де грав з Банджо Берні (1927). Грав з Чарлі Скіті та тріо Фредді Мура (1928—1934), з власним комбо у клубі Brittwood в Гарлемі. Був учасником оригінального секстету Джона Кірбі (1937), який залишив через рік та створив власний бенд, часто виступав з Френкі Ньютоном в таких клубах 52-ї вулиці як Kelly's Stable і the Onyx. 
Грав як тенор-саксофоніст у Брукліні у 1940-х; також пізніше зі Слімом Гейллардом у клубі Bluebird, але найбільше працював як альт-саксофоніст. Виступив разом з Коулменом Гокінсом на джазовому фестивалі в Ньюпорті (1957). Через проблеми з нирками був змушений зменшити кількість виступів. Востаннє виступав з Діззі Гіллеспі у Village Gate наприкінці 1962 року.
Був вчителем Фліпа Філліпса, Сесіла Пейна. Пол Десмонд відмітив, що зазнав впливу Брауна. Записував власні сесії на Savoy, як сесійний музикант з Кірбі, Ньютоном, Джо Марсалою, Джиммі Нуном, Бастером Бейлі, Віллі «Зе Лайон» Смітом, Семмі Прайсом, Бернардом Еддісоном, Чемпіоном Джеком Дюпрі.
Помер 20 вересня 1963 року у Нью-Йорк у віці 56 років. 

## Дискографія
- The Coleman Hawkins, Roy Eldridge, Pete Brown, Jo Jones All Stars at Newport (Verve, 1957)